# ماحص
ماحص (به عربی: ماحص) یک شهرک در اردن است که در استان بلقاء واقع شده‌است.

## خصوصیات
ماحص ۱۴٬۰۰۰ نفر جمعیت دارد و ۸۰۰ متر بالاتر از سطح دریا واقع شده‌است.